# Sabulodes acidaliata
Sabulodes acidaliata là một loài bướm đêm trong họ Geometridae.